# Paride Lodron (conte 1522)

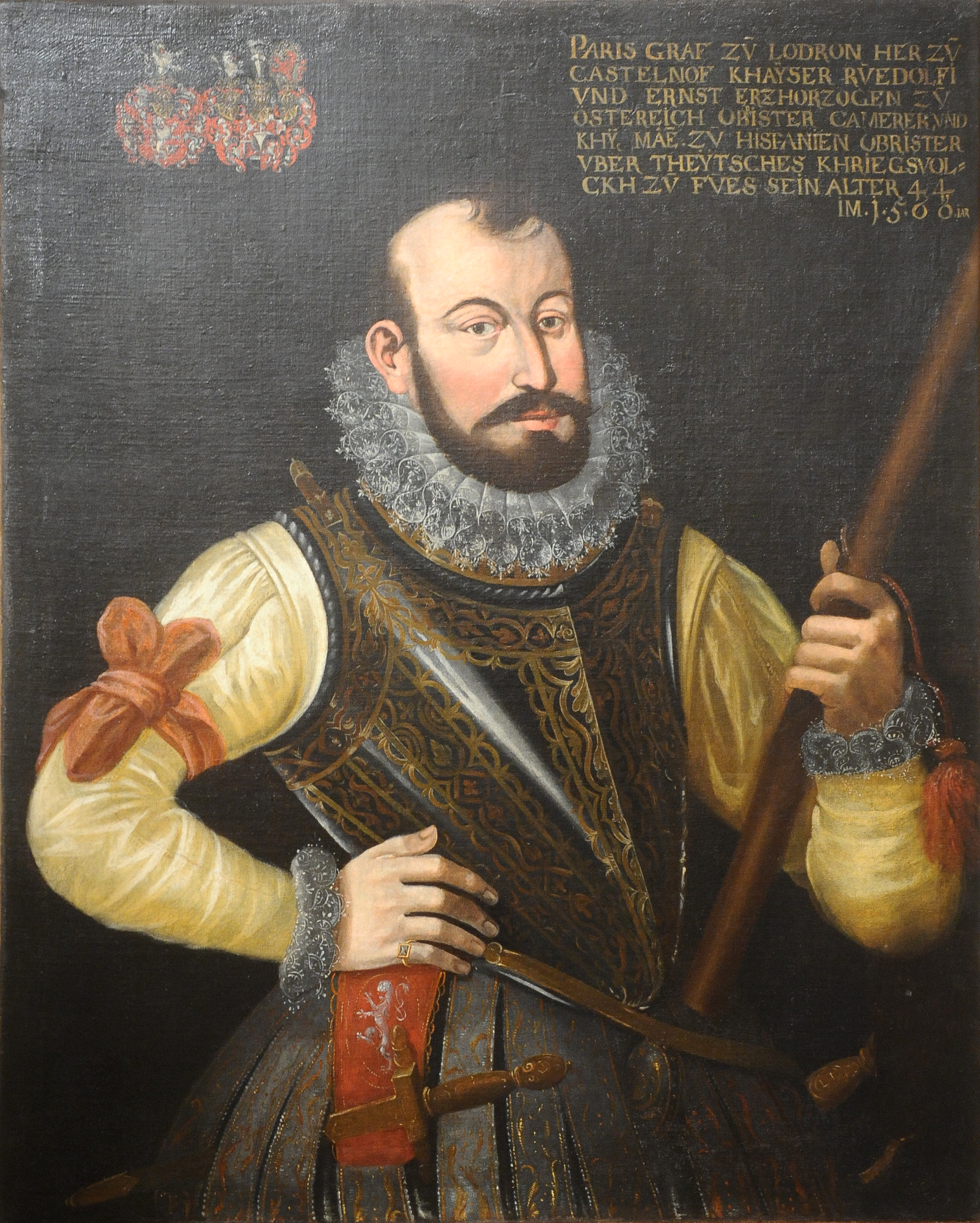
Ritratto di Paride Lodron (Museo Diocesano Tridentino, sede di Villa Lagarina)

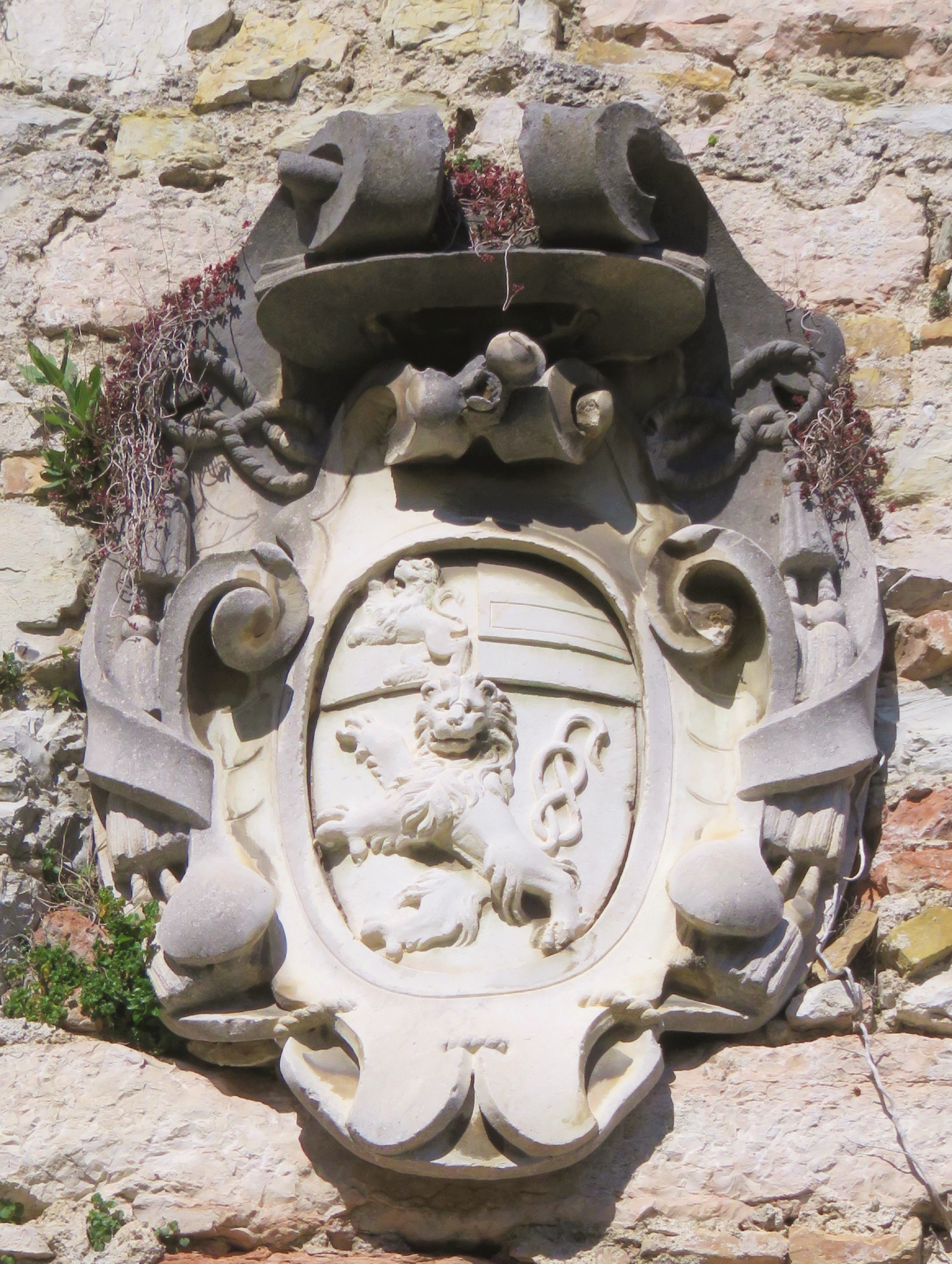
Stemma del conte Paride di Lodron, posto sulla porta-torre di Castelnuovo di Noarna.

Paride Lodron (1522 – dopo il 1566) è stato un nobile italiano, conte della famiglia Lodron, proveniente dal ramo dei Lodron detti di Castelnuovo. Governò assieme al fratellastro Gasparo il Feudo di Castelnuovo.

## Storia
Paride, e la sorella Caterina Lodron, erano nati dal secondo matrimonio tra il padre, Nicolò Maria Lodron, e Beatrice di Castelalto. Il fratellastro, Gasparo Lodron, era nato dal primo matrimonio del padre con Gentilia d'Arco.
Paride sposò Barbara Liechtenstein di Castelcorno ed ebbe:
- Nicolò Lodron (1546 +1621) sposato con Dorotea Welsberg (padre di Paride, principe e arcivescovo di Salisburgo).
- Cristoforo Lodron (circa 1550 circa + 1584 di morte violenta in uno sconto con un Galasso).
- Susanna Lodron, andata in sposa a Ludovico II Lodron
- Margherita Beatrice Lodron.
- Caterina Lodron (figlia di Paride Lodron) (1561 + ?).